# ۲۰ (پیش از میلاد)
۲۰ (پیش از میلاد) ۲۰مین سال قبل از تقویم میلادی است.

## رویدادها
- بازنوسازی پرستش‌گاه اورشلیم به فرمان هِرود بزرگ، پادشاه و والی یهودیه آغاز می‌شود.